# دوغلاس سميث

لعبة لود رانر من أشهر لعبة الفيديو الذي طوره دوغلاس

دوغلاس سميث (بالإنجليزية: Douglas E. Smith)‏ ، من مواليد 28 أكتوبر 1960م ، وتوفي بتاريخ 7 سبتمبر 2014م ، وهو مطور لعبة فيديو أمريكي الجنسية ، أشتهر بنشر لعبته لود رانر والتي تعمل لأنظمة العاب الفيديو المتعددة وهي الأنجح والأشهر في عقد 1980م.